# Alzano 1909 Virescit Football Club 2000-2001
Questa pagina raccoglie le informazioni riguardanti l'Alzano 1909 Virescit Football Club nelle competizioni ufficiali della stagione 2000-2001.

## Rosa
| N. |                       | Ruolo | Calciatore             |
| -- | --------------------- | ----- | ---------------------- |
|    | Australia (bandiera)  | C     | Ross Aloisi            |
|    | Italia (bandiera)     | A     | Alberto Bernardi       |
|    | Italia (bandiera)     | C     | Igor Bertoncelli       |
|    | Italia (bandiera)     | D     | Riccardo Bettini       |
|    | Italia (bandiera)     | P     | Maurizio Brancaccio    |
|    | Italia (bandiera)     | A     | Salvatore Bruno        |
|    | Italia (bandiera)     | C     | Massimiliano Caliari   |
|    | Italia (bandiera)     | D     | Cristian Campi         |
|    | Italia (bandiera)     | C     | Francesco Campolattano |
|    | Italia (bandiera)     | C     | Davide Carfora         |
|    | Italia (bandiera)     | C     | Gaetano Caridi         |
|    | Italia (bandiera)     | C     | Luciano Clara          |
|    | Italia (bandiera)     | P     | Silvio Cortinovis      |
|    | Italia (bandiera)     | D     | Luca D'Angelo          |
|    | Italia (bandiera)     | D     | Augusto Di Muri        |
|    | Italia (bandiera)     | A     | Giacomo Ferrari        |
|    | Jugoslavia (bandiera) | A     | Matjaž Florijančič     |
|    | Italia (bandiera)     | C     | Marco Garavelli        |

| N. |                      | Ruolo | Calciatore         |
| -- | -------------------- | ----- | ------------------ |
|    | Italia (bandiera)    | D     | Alessandro Gola    |
|    | Italia (bandiera)    | C     | Marco Grossi       |
|    | Italia (bandiera)    | C     | Simone Guarneri    |
|    | Italia (bandiera)    | C     | Armando Madonna    |
|    | Italia (bandiera)    | D     | Luigi Martinelli   |
|    | Italia (bandiera)    | C     | Omar Mazzilli      |
|    | Italia (bandiera)    | D     | Stefano Melissano  |
|    | Italia (bandiera)    | C     | Antonio Modica     |
|    | Italia (bandiera)    | A     | Fabio Moscelli     |
|    | Albania (bandiera)   | A     | Florian Myrtaj     |
|    | Italia (bandiera)    | C     | Carmine Nunziata   |
|    | Italia (bandiera)    | D     | Alfredo Ottolina   |
|    | Danimarca (bandiera) | C     | Peter Revers       |
|    | Italia (bandiera)    | A     | Maurizio Sala      |
|    | Italia (bandiera)    | C     | Stefano Salvatori  |
|    | Danimarca (bandiera) | A     | Renè Schroder      |
|    | Italia (bandiera)    | C     | Pasquale Sensibile |
|    | Italia (bandiera)    | D     | Mario Solimeno     |

## Risultati

### Campionato

#### Girone di andata
| 3 settembre 2000 1ª giornata | AlbinoLeffe | 0 – 0 | Alzano Virescit |  |

| 10 settembre 2000 2ª giornata | Alzano Virescit | 1 – 0 | Alessandria |  |

| 17 settembre 2000 3ª giornata | Varese | 1 – 1 | Alzano Virescit |  |

| 24 settembre 2000 4ª giornata | Alzano Virescit | 1 – 0 | Brescello |  |

| 1º ottobre 2000 5ª giornata | Modena | 3 – 2 | Alzano Virescit |  |

| 8 ottobre 2000 6ª giornata | Alzano Virescit | 0 – 0 | Lucchese |  |

| 15 novembre 2000 7ª giornata | Alzano Virescit | 1 – 2 | Lumezzane |  |

| 22 ottobre 2000 8ª giornata | Cesena | 0 – 0 | Alzano Virescit |  |

| 29 ottobre 2000 9ª giornata | Alzano Virescit | 0 – 1 | Spezia |  |

| 5 novembre 2000 10ª giornata | SPAL | 1 – 3 | Alzano Virescit |  |

| 19 novembre 2000 11ª giornata | Alzano Virescit | 1 – 3 | Lecco |  |

| 26 novembre 2000 12ª giornata | Pisa | 2 – 0 | Alzano Virescit |  |

| 3 dicembre 2000 13ª giornata | Alzano Virescit | 0 – 2 | Arezzo |  |

| 10 dicembre 2000 14ª giornata | Como | 2 – 1 | Alzano Virescit |  |

| 17 dicembre 2000 15ª giornata | Alzano Virescit | 2 – 2 | Reggiana |  |

| 23 dicembre 2000 16ª giornata | Livorno | 3 – 1 | Alzano Virescit |  |

| 7 gennaio 2001 17ª giornata | Alzano Virescit | 0 – 0 | Carrarese |  |

#### Girone di ritorno
| 14 gennaio 2001 18ª giornata | Alzano Virescit | 1 – 2 | AlbinoLeffe |  |

| 21 gennaio 2001 19ª giornata | Alessandria | 0 – 1 | Alzano Virescit |  |

| 28 gennaio 2001 20ª giornata | Alzano Virescit | 2 – 2 | Varese |  |

| 4 febbraio 2001 21ª giornata | Brescello | 0 – 0 | Alzano Virescit |  |

| 11 febbraio 2001 22ª giornata | Alzano Virescit | 1 – 3 | Modena |  |

| 18 febbraio 2001 23ª giornata | Lucchese | 2 – 1 | Alzano Virescit |  |

| 25 febbraio 2001 24ª giornata | Lumezzane | 1 – 1 | Alzano Virescit |  |

| 4 marzo 2001 25ª giornata | Alzano Virescit | 1 – 1 | Cesena |  |

| 11 marzo 2001 26ª giornata | Spezia | 2 – 0 | Alzano Virescit |  |

| 18 marzo 2001 27ª giornata | Alzano Virescit | 1 – 0 | SPAL |  |

| 25 marzo 2001 28ª giornata | Lecco | 2 – 1 | Alzano Virescit |  |

| 8 aprile 2001 29ª giornata | Alzano Virescit | 0 – 0 | Pisa |  |

| 14 aprile 2001 30ª giornata | Arezzo | 1 – 0 | Alzano Virescit |  |

| 22 aprile 2001 31ª giornata | Alzano Virescit | 0 – 2 | Como |  |

| 29 aprile 2001 32ª giornata | Reggiana | 0 – 0 | Alzano Virescit |  |

| 6 maggio 2001 33ª giornata | Alzano Virescit | 0 – 0 | Livorno |  |

| 13 maggio 2001 34ª giornata | Carrarese | 3 – 4 | Alzano Virescit |  |